# Ricchi e Poveri

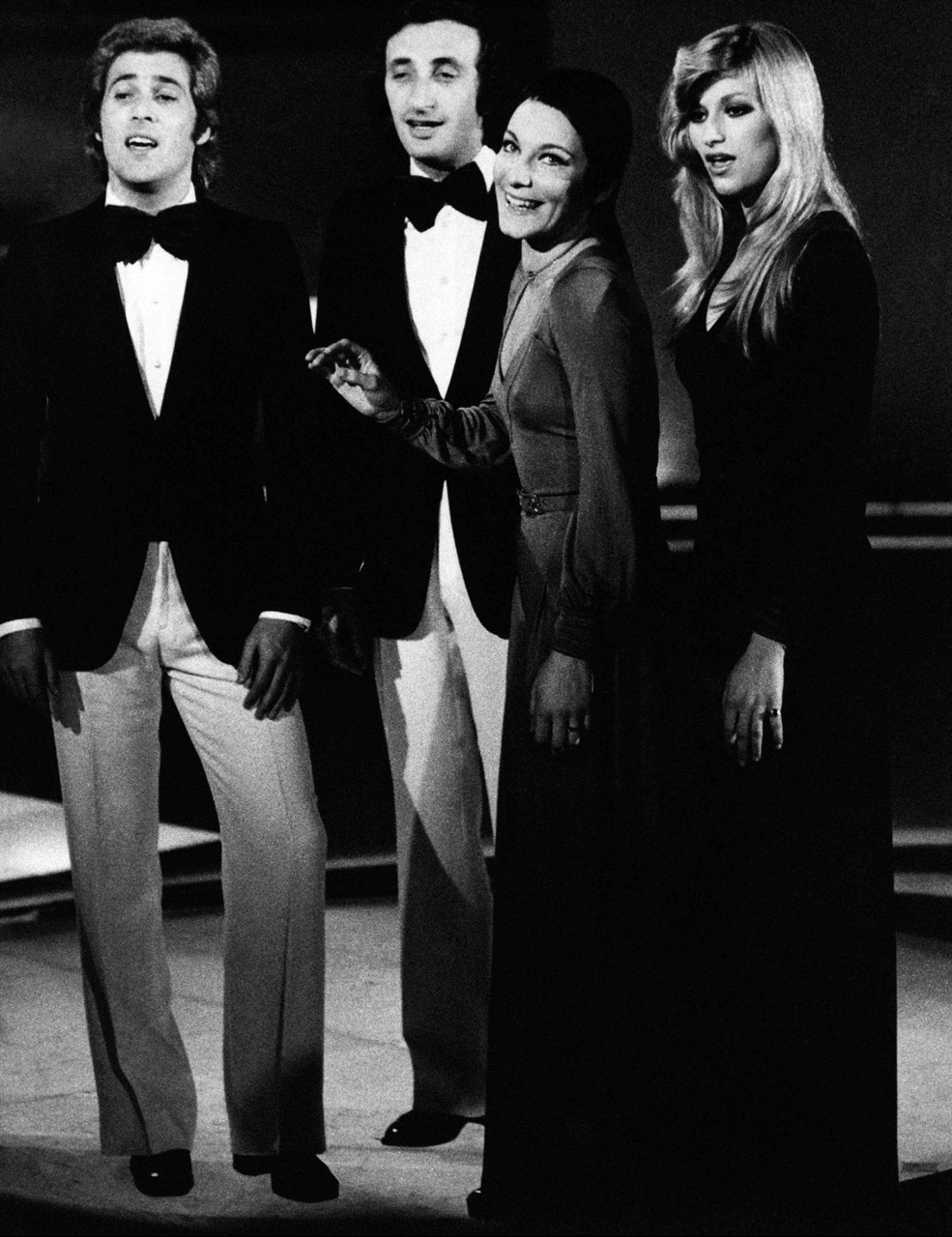
Ricchi e Poveri

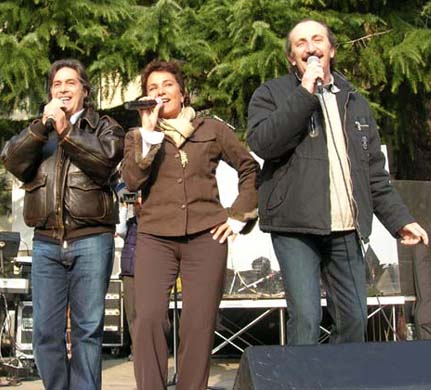
Ricchi e Poveri (2005)

Ricchi e Poveri är en italiensk musikgrupp bildad 1967. De tävlade i Eurovision Song Contest 1978 i Paris med låten "Questo amore". Gruppen bestod då av de fyra medlemmarna Franco Gatti, Marina Occhiena, Angela Brambati och Angelo Sotgiu.
En i Sverige välkänd låt är "Sarà perché ti amo" som med den svenska titeln "Var ska vi sova i natt?" blev en hit 1982 med dansbandet Perikles och som "Var ska vi sova i natt baby" med göteborgsbandet Mighty Band. Även dansbandet Ingmar Nordströms gav ut låten med titeln "Oj, vilken morgon!". Duon Laban gav samma år ut en dansk version "Hvor ska' vi sove i nat?".

## Diskografi
- Un diadema di successi (1976)
- Ricchi & Poveri (1976)
- I musicanti (1976)
- Come eravamo (1980)
- E penso a te (1982)
- Mamma Maria (1982)
- Voulez vous danser (1983)
- Sarà perche ti amo (1983)
- Ieri & oggi (1983)
- Dimmi quando (1985)
- Cocco bello Africa (1987)
- Nascerà Gesù (1988)
- Buona giornata e... (1989)
- I grandi successi (1994)
- Parla col cuore (2001/2002)